# Gremlin (dinosauriër)

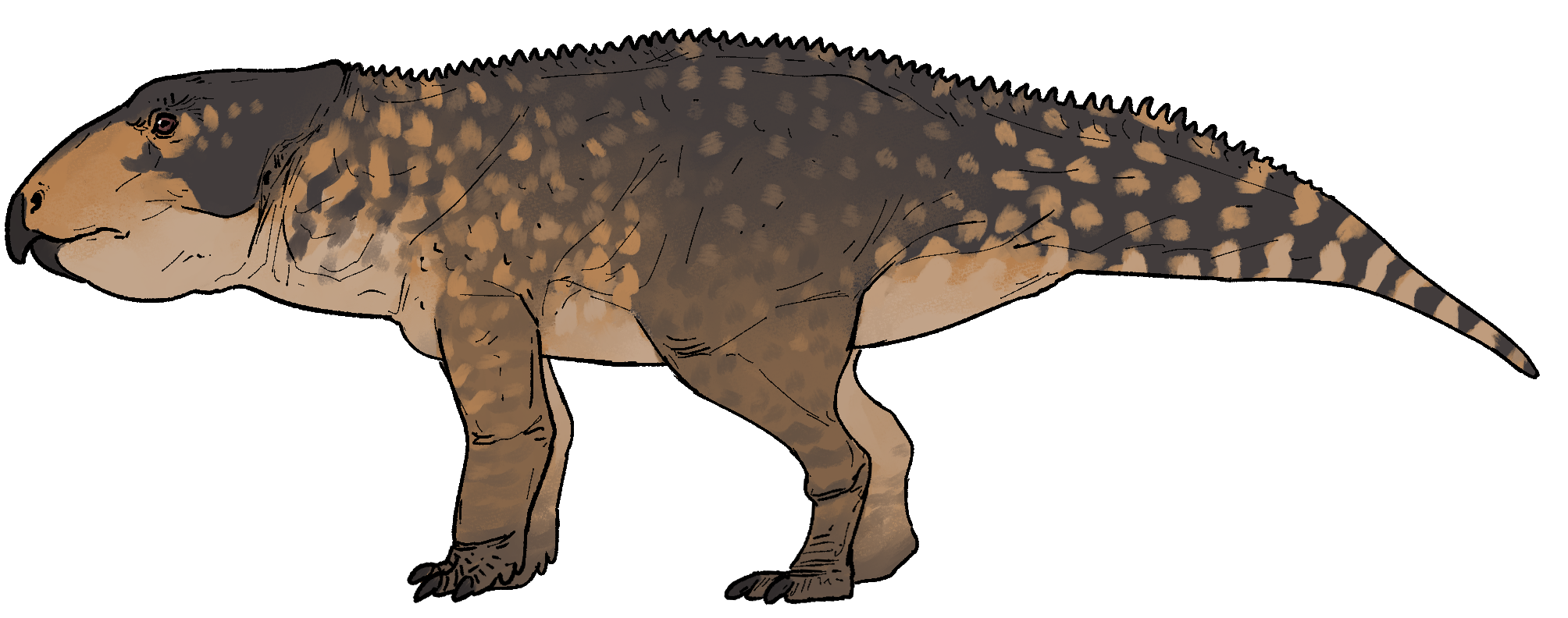
Gremlin slobodorum

Gremlin is een geslacht van plantenetende ornithischische dinosauriërs, behorende tot de Ceratopia, dat tijdens het late Krijt leefde in het gebied van het huidige Canada. De enige benoemde soort is Gremlin slobodorum.
In het zuiden van Alberta werd een bot gevonden van een kleine dinosauriër. Het werd in 2011 toegevoegd aan de collectie van het Royal Tyrrell Museum of Palaeontology. In 2022 werd het stuk toegewezen aan Cerasinops, maar dat was enkele wegens een overeenkomst in grootte en herkomst, niet wegens een delen van onderscheidende kenmerken. Wat later bleken eigen kenmerken aanwezig te zijn, wat noopte tot het benoemen van een nieuw taxon.
In 2023 werd de typesoort Gremlin slobodorum benoemd en beschreven door Michael Joseph Ryan, Logan Micucci, Hanika Rizo Garza, Corwin Sullivan, Yuong-Nam Lee en David Christian Evans. De geslachtsnaam is afgeleid van de fictieve gremlins. De soortaanduiding eert Ed en Wendy Sloboda die betrokken waren bij de opgraving. Wendy ontdekte het bot.
Het holotype, TMP 2011.053.0027, is gevonden in een laag van de Oldmanformatie die dateert uit het Campanien, 77 tot 76,7 miljoen jaar oud. Het bestaat uit een rechtervoorhoofdsbeen waarvan de voorste buitenrand beschadigd is.
Het voorhoofdsbeen is zo'n vijftien centimeter lang. Gremlin onderscheidt zich van verwanten door een richel op het voorhoofdsbeen die overdwars van de middenlijn van de schedel naar de bovenkant van de oogkas loopt, aan de voorkant van de uitholling op het bovenvlak. In 2022 werd dit kenmerk nog te variabel geacht om te kunnen dienen als "fylogenetisch signaal". Eigenschappen die typisch voor Leptoceratopidae zijn betreffen het grote achterste buitenste uitsteeksel en een uitholling op de bovenkant. 
Gremlin werd in de Leptoceratopidae geplaatst. Hij vult het gat tussen Gryphoceratops en Unescoceratops. 